# Strażnica WOP Jodłówka
Strażnica WOP Starzyna/Jodłówka – podstawowy pododdział graniczny Wojsk Ochrony Pogranicza pełniący służbę ochronną na granicy polsko-radzieckiej.

## Formowanie i zmiany organizacyjne
Strażnica została sformowana w 1945 w strukturze 29 komendy odcinka jako 135 strażnica WOP (Starzyna) o stanie 56 żołnierzy. Kierownictwo strażnicy stanowili: komendant strażnicy, zastępca komendanta do spraw polityczno-wychowawczych i zastępca do spraw zwiadu. Strażnica składała się z dwóch drużyn strzeleckich, drużyny fizylierów, drużyny łączności i gospodarczej. Etat przewidywał także instruktora do tresury psów służbowych oraz instruktora sanitarnego.
W 1951 128 strażnica WOP stacjonowała w Jodłówce. 
Od 15 marca 1954 wprowadzono nową numerację strażnic. Strażnica III kategorii otrzymała numer 129.
Z dniem 15. 11.1955 zlikwidowano sztab batalionu. Strażnica podporządkowana została bezpośrednio pod sztab brygady. W sztabie brygady wprowadzono stanowiska nieetatowych oficerów kierunkowych odpowiedzialnych za służbę graniczną strażnic .
W lipcu 1956 rozwiązano strażnicę . Budynki koszarowe przejęło nadleśnictwo.

## Służba graniczna
Faktyczną ochronę granicy strażnica rozpoczęła w czerwcu 1946.
Sąsiednie strażnice:
134 strażnica WOP Białowieża ⇔ 136 strażnica WOP Czeremcha – 1946

## Dowódcy strażnicy
- por. Łyszczyk[4]
- chor. Leon Szarata (1952-?)
- por. Edmund Nowacki